# Comuna Iskivți, Lubnî
Iskivți (în ucraineană Ісківці) este o comună în raionul Lubnî, regiunea Poltava, Ucraina, formată din satele Iskivți (reședința) și Pulînți.

## Demografie
Componența lingvistică a comunei Iskivți
     Ucraineană (96,59%)
     Rusă (3,08%)
     Alte limbi (0,25%)
Conform recensământului din 2001, majoritatea populației comunei Iskivți era vorbitoare de ucraineană (96,59%), existând în minoritate și vorbitori de rusă (3,08%).